# Frontera entre la Xina i l'Afganistan
La frontera entre la Xina i l'Afganistan és la frontera de 76 kilòmetres que separa la República Popular de la Xina de l'Afganistan, al fons del corredor de Wakhan i en el port de Wakhjir a 4.923 metres d'altitud. Comença al trifini d'ambdós països amb el Pakistan (Gilgit-Baltistan), reclamat per l'Índia i acaba al trifini amb el Tadjikistan. Aquesta curta frontera es troba a la zona més al nord-est de l'Afganistan, lluny de bona part del país o zones urbanes. El costat xinès de la frontera es troba a la vall de Chalachigu. Ambdós costats de la frontera són reserva natural: Refugi natural del corredor de Wakhan al costat afganès i Reserva Natural Taxkorgan al costat xinès.

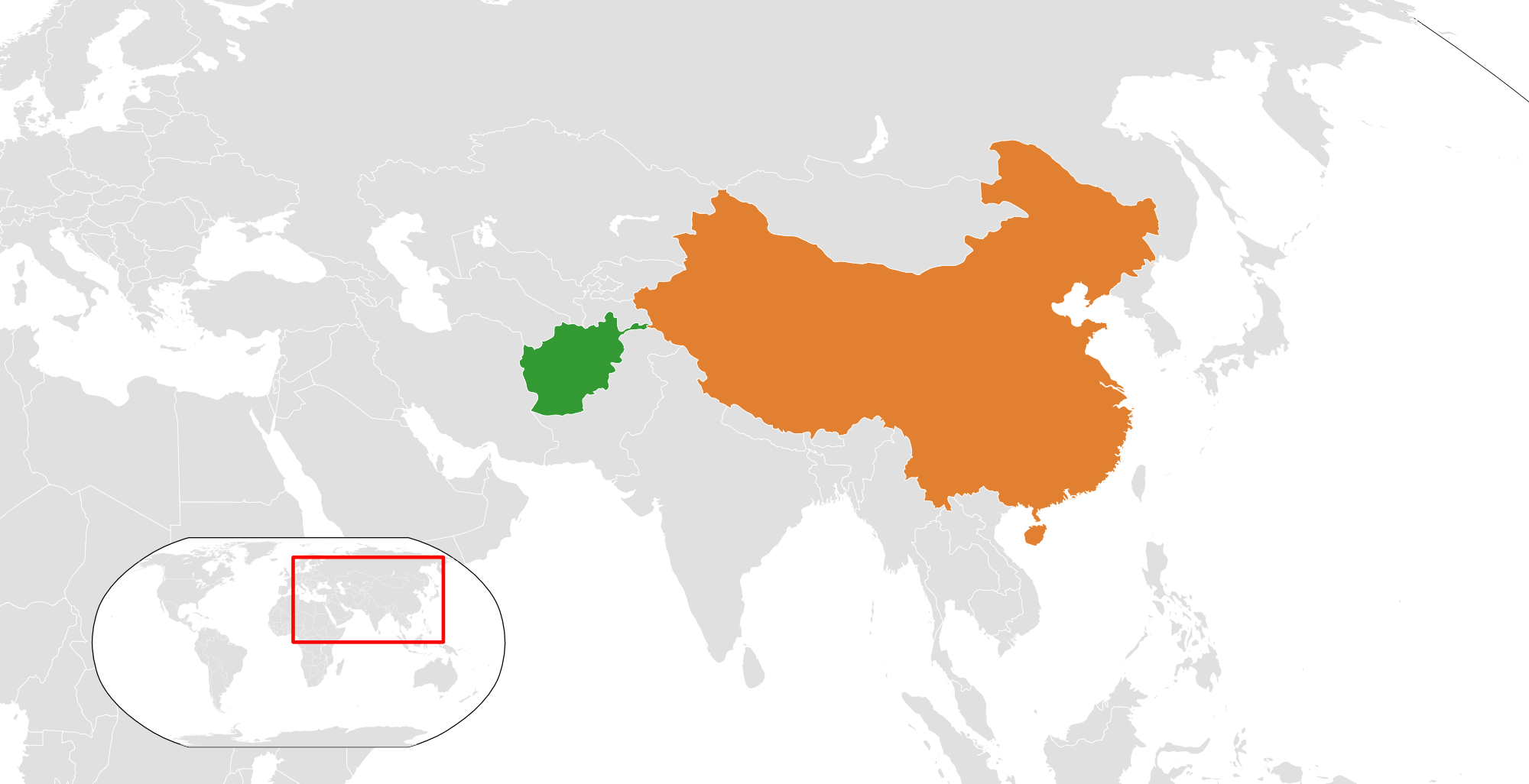
Xina (taronja) i Afganistan (verd)

La frontera marca la major diferència de zona horària en la Terra, amb una diferència de 3,5 hores, Afganistan UTC+4:30, Xina UTC+8:00

## Història

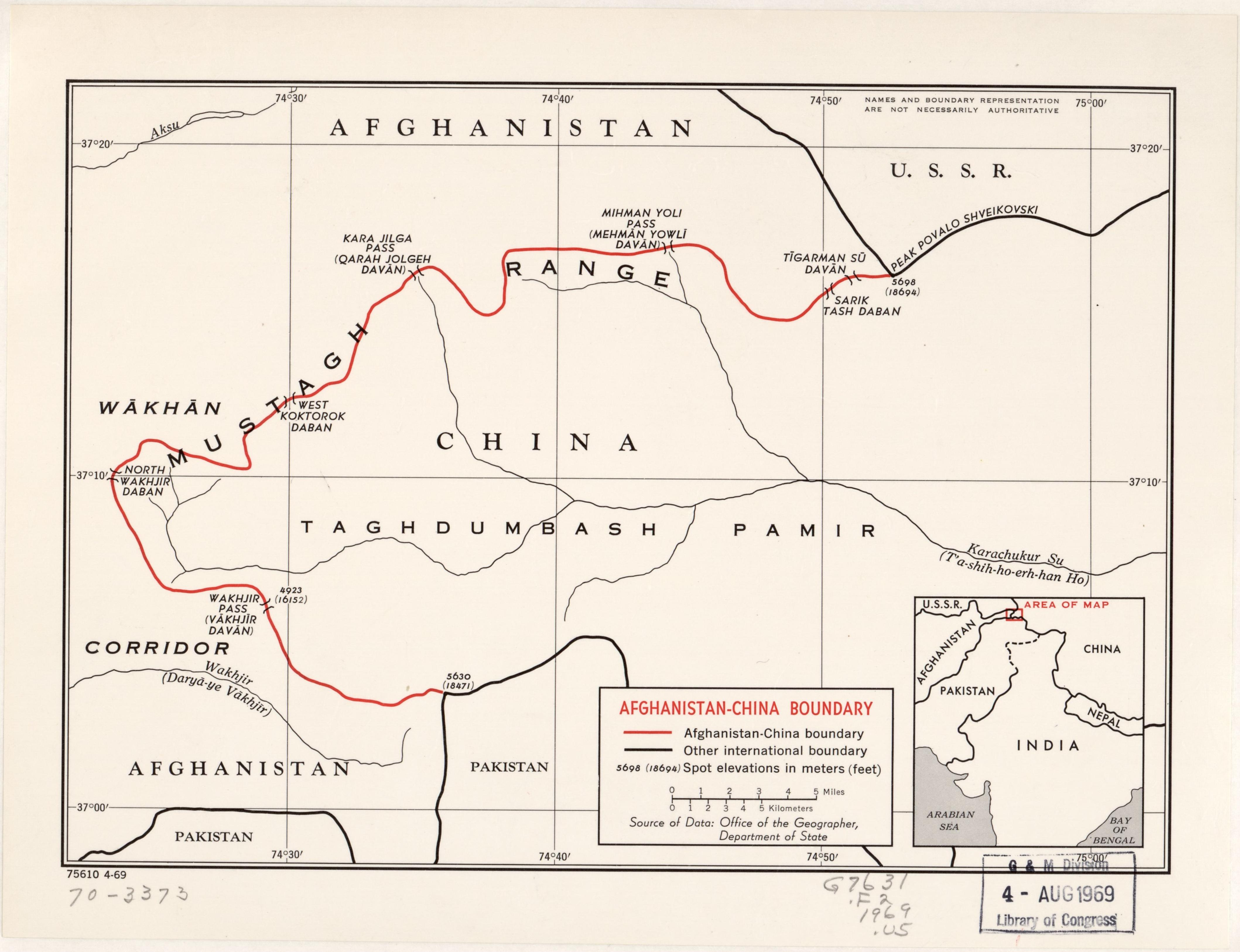
Frontera entre la Xina i l'Afganistan (1969)

L'àrea fronterera era a la Ruta de la Seda. Es creu que el famós pelegrí budista xinès Xuanzang va travessar aquest pas pel seu viatge de tornada a la Xina al voltant del 649. La frontera fou establerta entre Xina i l'Afganistan en un acord entre l'Imperi Britànic i l'Imperi Rus en 1895 com a part del Gran Joc, encara que xinesos i afganesos no arribaren a un acord final fins 1963. Xina i Afganistan demarcaren llur frontera comuna en 1963. Afganistan era aleshores el Regne de l'Afganistan.
Es considera que, en èpoques més recents, el pas principal, el port de Wakhjir, s'utilitza de vegades com a ruta de contraban de drogues de baixa intensitat i s'utilitza per transportar opi fr l'Afganistan, a la Xina. Afganistan va demanar diverses vegades a la República Popular de la Xina que obrís la frontera al corredor de Wakhan per raons econòmiques o com una ruta de subministrament alternativa per combatre la insurgència talibà. No obstant això, la Xina s'ha resistit, en gran part a causa de disturbis a la seva província occidental de Xinjiang, que limita amb el corredor. En desembre de 2009 es va informar que els Estats Units van demanar a la Xina que obrís el corredor.

## Passos fronterers
Històricament, el pas principal entre els dos costats era el port de Wakhjir, que ha estat usat durant almenys un mil·lenni des de la Ruta de la Seda. A més del port de Wakhjir, també hi ha el port de Tegermansu que es troba a l'extrem oriental del Petit Pamir.
Els passos de vall de Chalachigu, la vall del costat xinès, està tancada als visitants; no obstant això, els residents i pastors de la zona poden accedir-hi.